# Braník

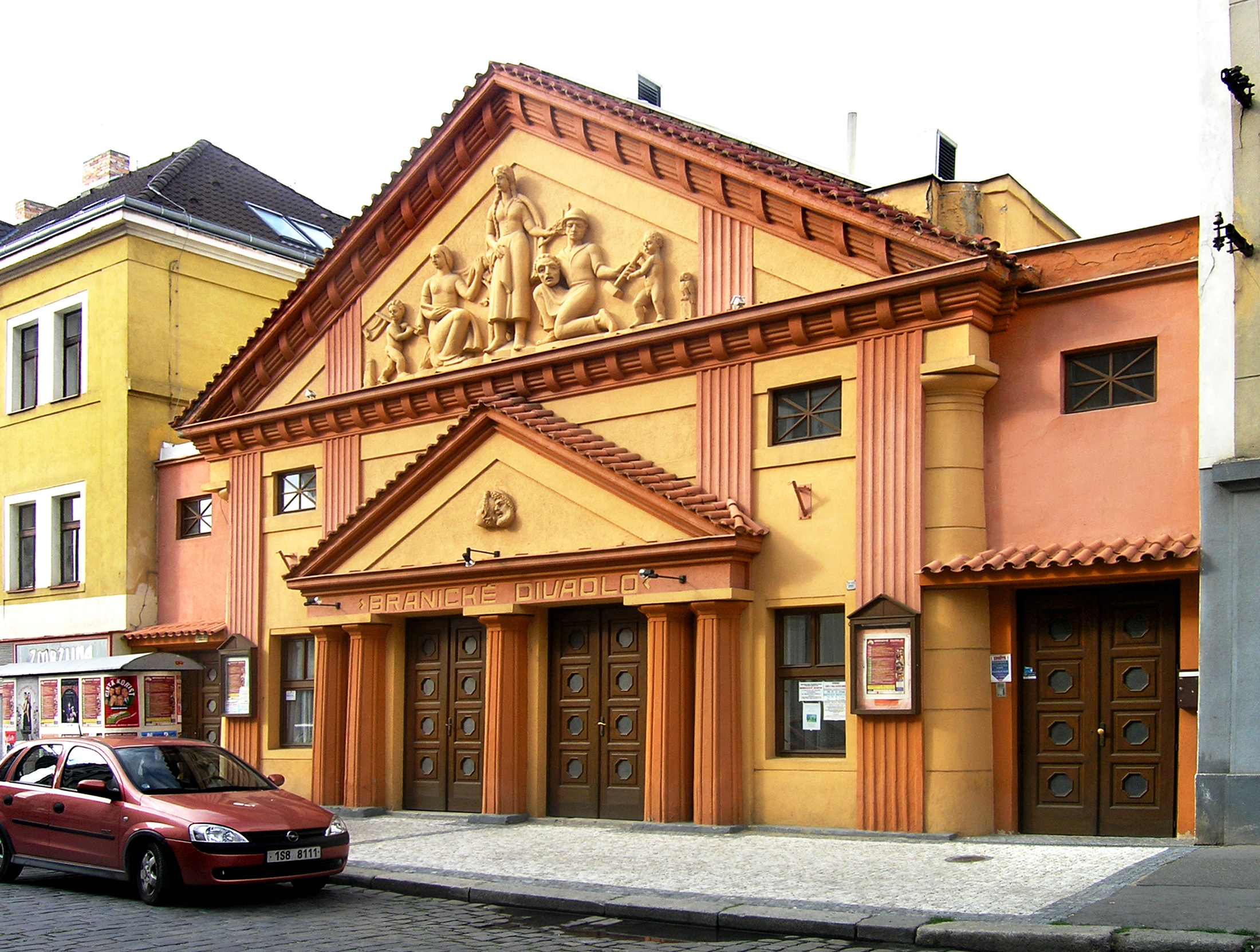
Het theater van Braník

Braník is een wijk van de Tsjechische hoofdstad Praag. Het is sinds het jaar 1922 onderdeel van de gemeente Praag, en tegenwoordig een gedeelte van het gemeentelijk district Praag 4. Braník heeft 18.750 inwoners (2006).
Braník ligt op de rechteroever van de Moldau, tegenover de wijk Hlubočepy. Tussen deze twee wijken ligt een van de belangrijkste bruggen van Praag, de Barrandovbrug (Barrandovský most). Over deze brug loopt de M0, tot de ingebruikname van de Radotínský brug, de belangrijkste verbinding tussen de snelwegen D1 (naar Brno) en D5 (naar Pilsen). Ook is er een spoorwegstation in de wijk, station Praha-Braník.